# Morgart
Morgart war eine Schweizer Metal-Band aus Luzern.

## Geschichte
Morgart wurde 1999 von den beiden Ex-Forsth-Mitgliedern Max und Gonahr gegründet. Da sie keine geeigneten Mitmusiker fanden, blieben sie eine Zwei-Mann-Band. Beide Alben der Band erschienen über Black Tower Productions.

## Stil
Morgarts Debüt Die Schlacht (in acht Sinfonien) ist ein Konzeptalbum zur Schlacht am Morgarten, entsprechend wurden die Stücke auch als „Schlachthymnen“ beschrieben. Die Musik ist hauptsächlich in mittlerem Tempo gehalten und wurde als symphonisch, orchestral, kraftvoll, vital und berührend beschrieben. Trotz des Einsatzes eines Drumcomputers klingt das Schlagzeug „sehr organisch“. Der Stil wurde mit Emperor und Limbonic Art, stellenweise auch jeweils Dimmu Borgir oder Borknagars Frühphase verglichen. Ihr zweites Album Die Türme handelt von den neun Musegtürmen, die zusammen mit der Museggmauer zum Stadtbild Luzerns gehören. Die Band distanziert sich von politischem und religiösem Extremismus, und ihre Plattenfirma Black Tower Productions „nimmt keine rechtsorientierten Bands oder ähnlich rassenverhetzende Gruppen unter Vertrag“.

## Diskografie
- 2005: Die Schlacht (in acht Sinfonien)
- 2007: Die Türme